# Pokazowy rezerwat żubrów
Rezerwat pokazowy żubrów – rodzaj zwierzyńca, ogrodzonego terenu, w którym żyją żubry, raczej ułomne, nienadające się do życia na wolności, będące pod opieką fachowych służb leśnych. Dzięki rezerwatowi można z bliska obserwować życie i zachowanie dzikich zwierząt, co w naturalnych warunkach siedliskowych jest raczej niemożliwe. W rezerwacie są najczęściej dwie zagrody: letnia (większa) i zimowa (mniejsza). Znaczne różnice obu zagród wynikają z wielkości obszarów wybiegów. Oprócz żubrów, w rezerwacie mogą być hodowane zwierzęta innych gatunków, niektóre z różnych przyczyn izolowane od siebie, np. jelenie, daniele, sarny, dziki, muflony, tarpany, a nawet łosie, koniki polskie, żubronie, wilki oraz szponiaste (np. bielik, puchacz zwyczajny).
W Polsce znane są następujące rezerwaty pokazowe żubrów:
- Pokazowa Zagroda Żubrów w Pszczynie
- Rezerwat Pokazowy Żubrów (Białowieski PN)
- Zagroda Pokazowa Żubrów (Woliński PN)
- Pokazowa Zagroda Zwierząt w Gołuchowie

## Galeria

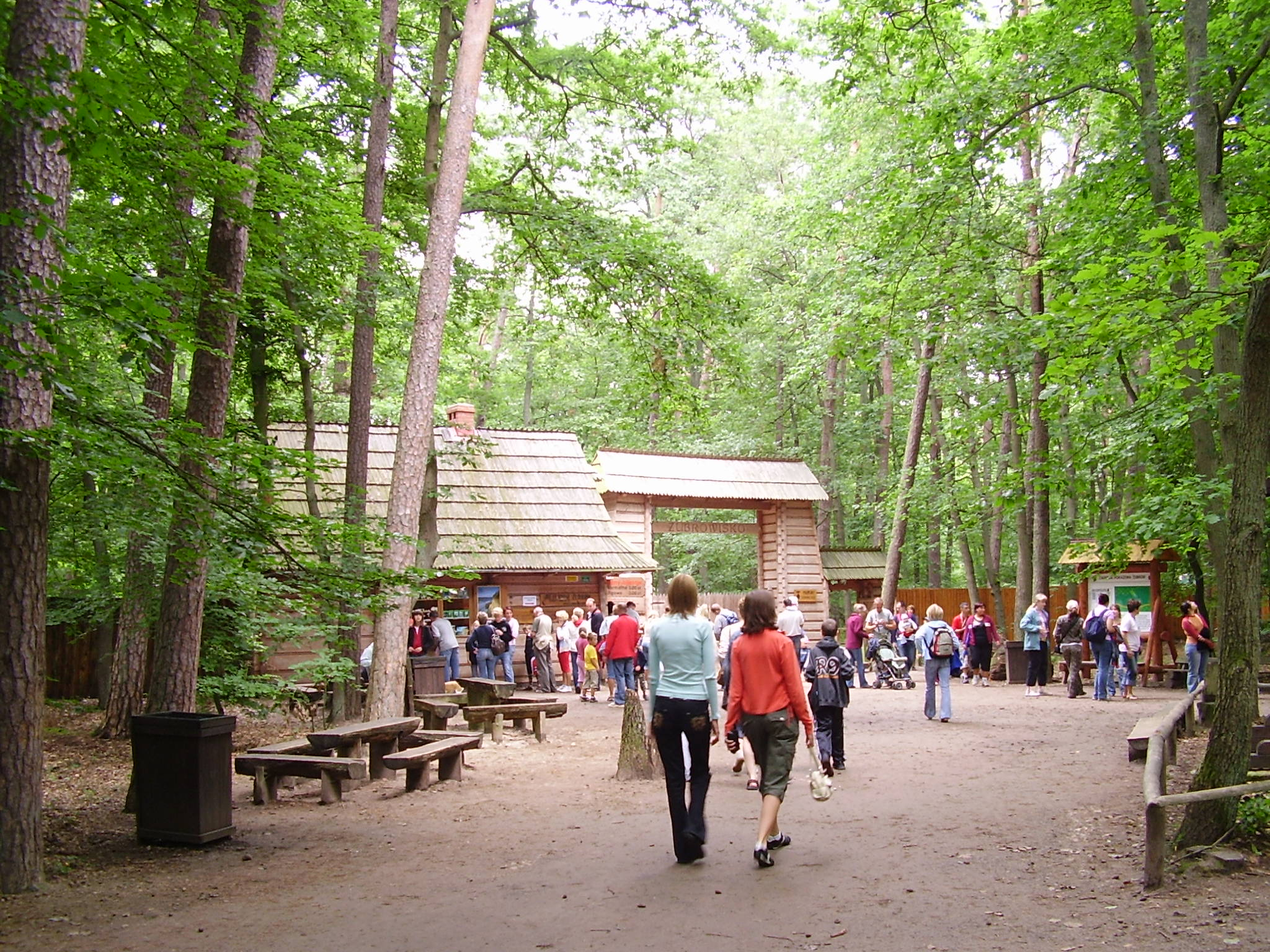
Wejście do Zagrody Pokazowej Żubrów Wolińskiego PN koło Międzyzdrojów
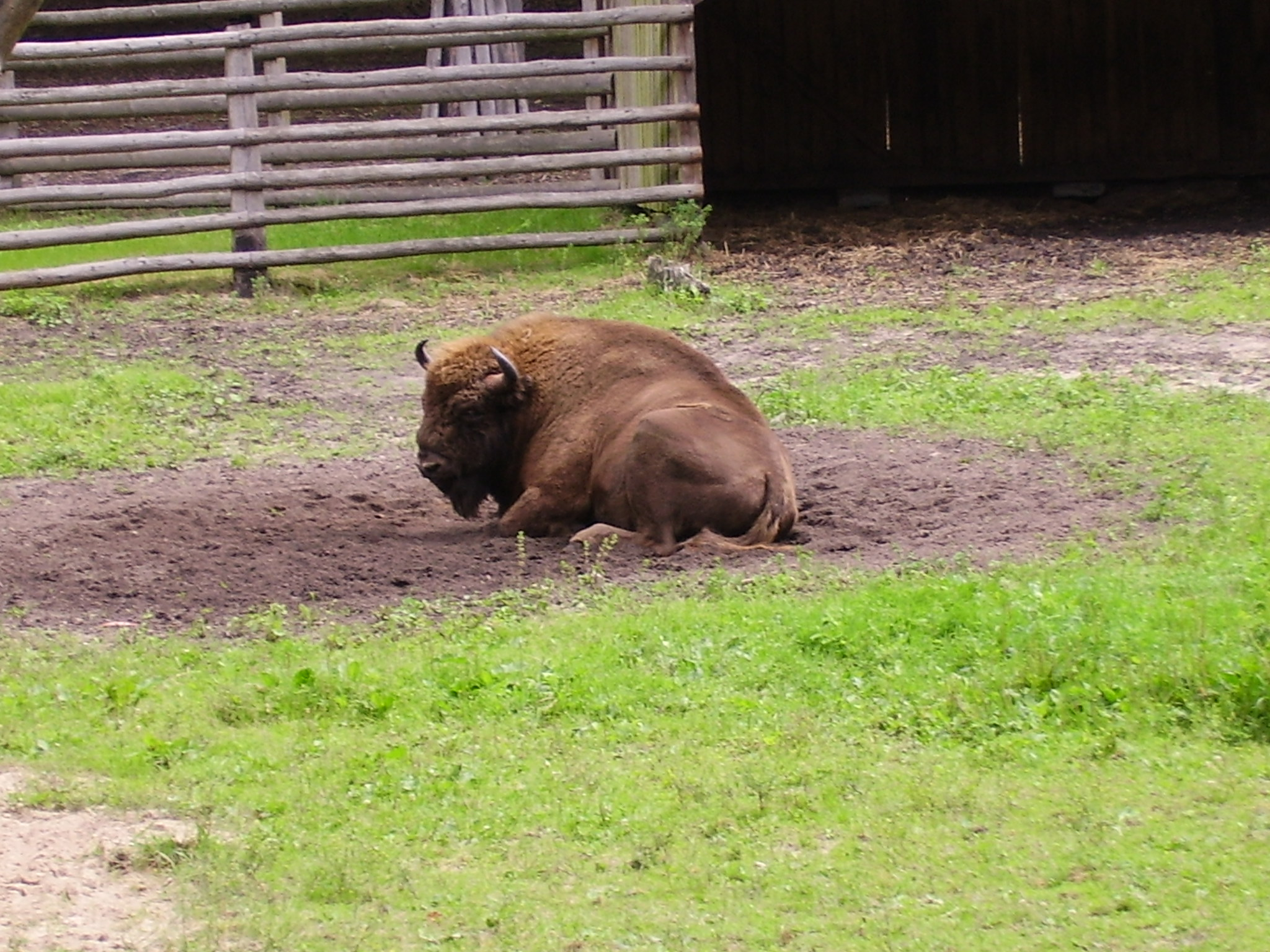
Żubr z zagrody w Wolińskim PN
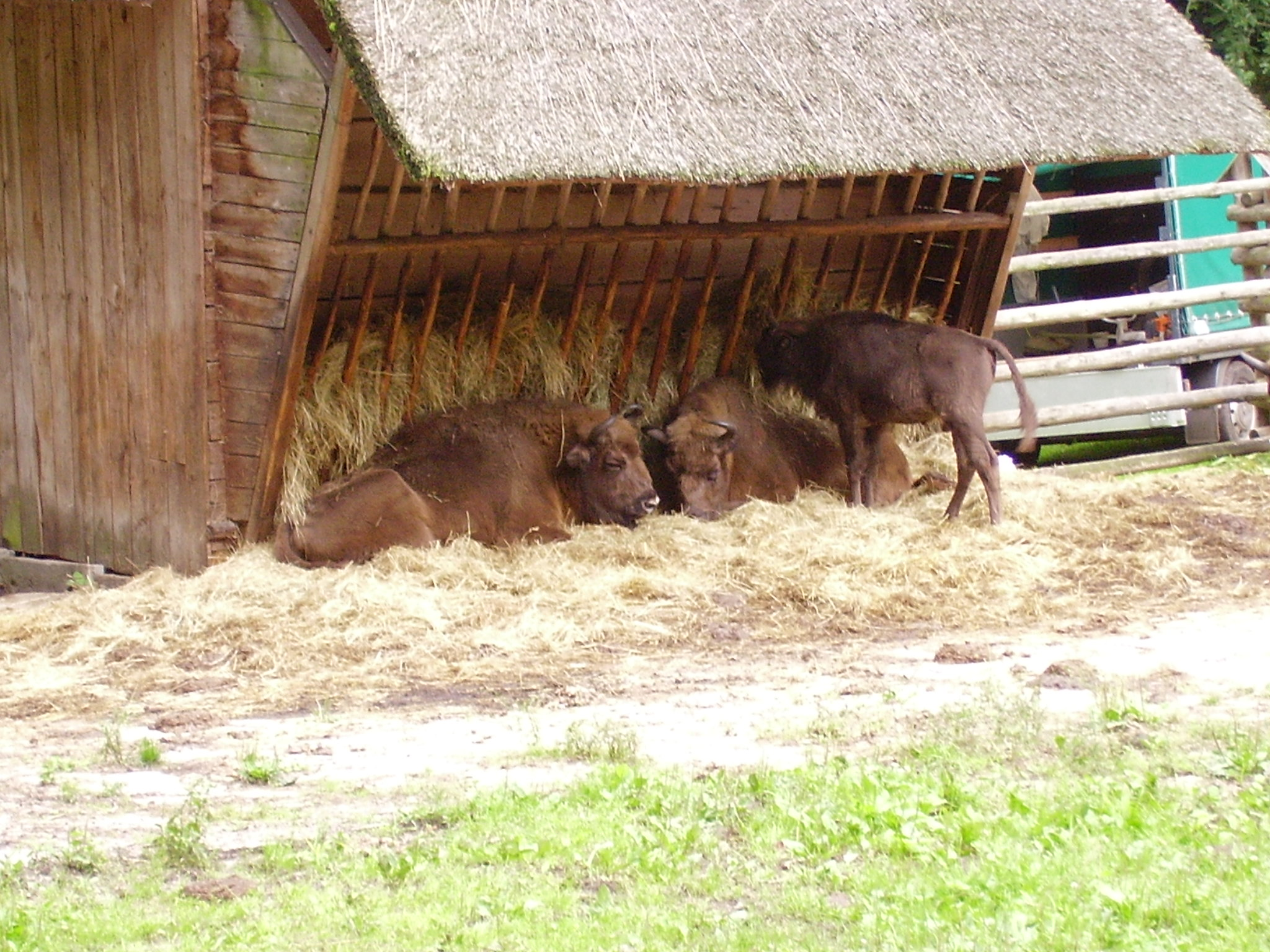
Zagroda w Wolińskim PN
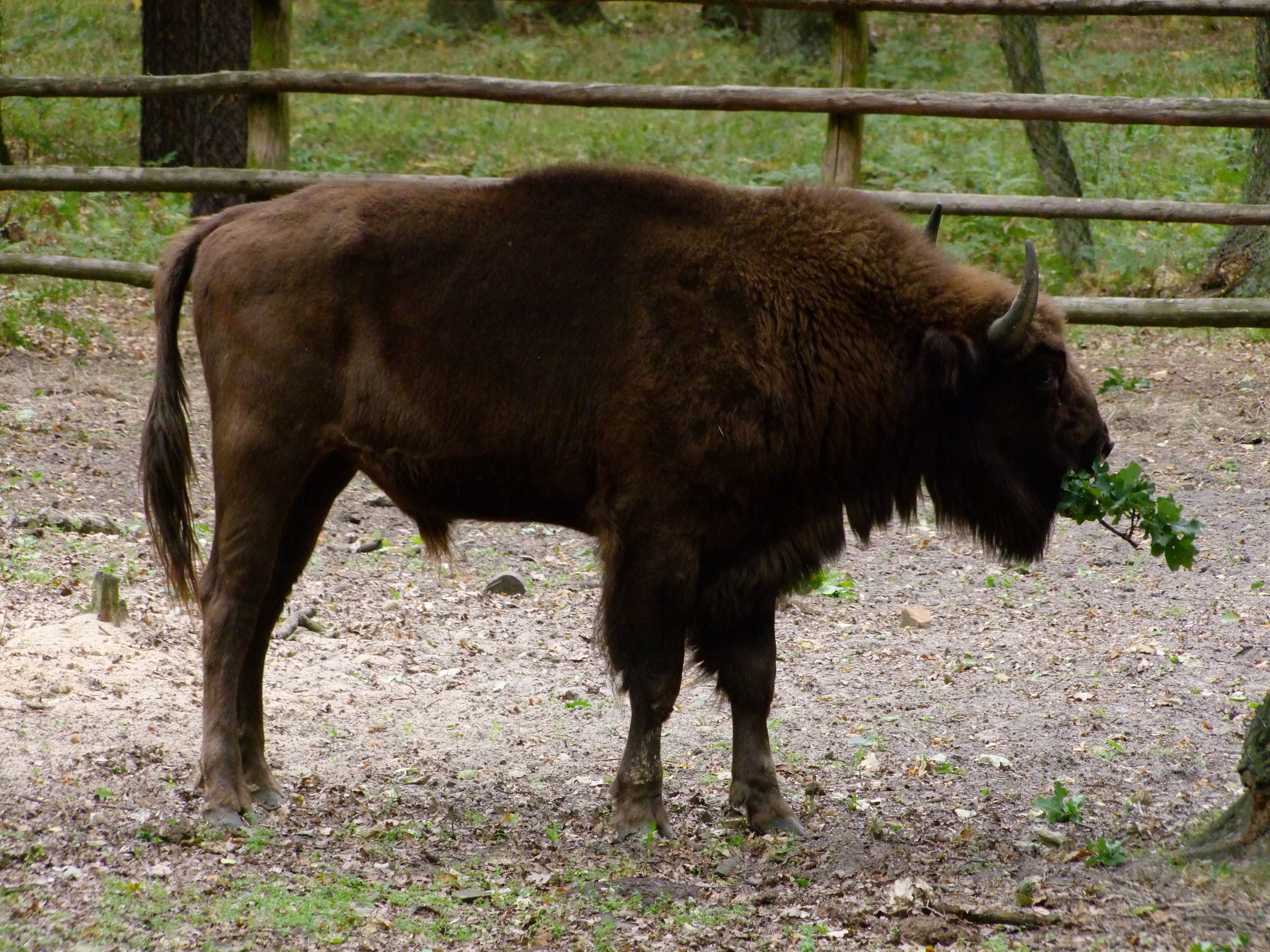
Zagroda w Gołuchowie